# دهنوقلعه سنگ
دهنوقلعه سنگ، روستایی در دهستان نجف‌آباد از توابع بخش مرکزی شهرستان سیرجان در استان کرمان است.